# Pseudopediasia amathusia
Pseudopediasia amathusia är en fjärilsart som beskrevs av Stanislas Bleszynski 1963. Pseudopediasia amathusia ingår i släktet Pseudopediasia och familjen Crambidae. Inga underarter finns listade i Catalogue of Life.